# Tanner Wayne

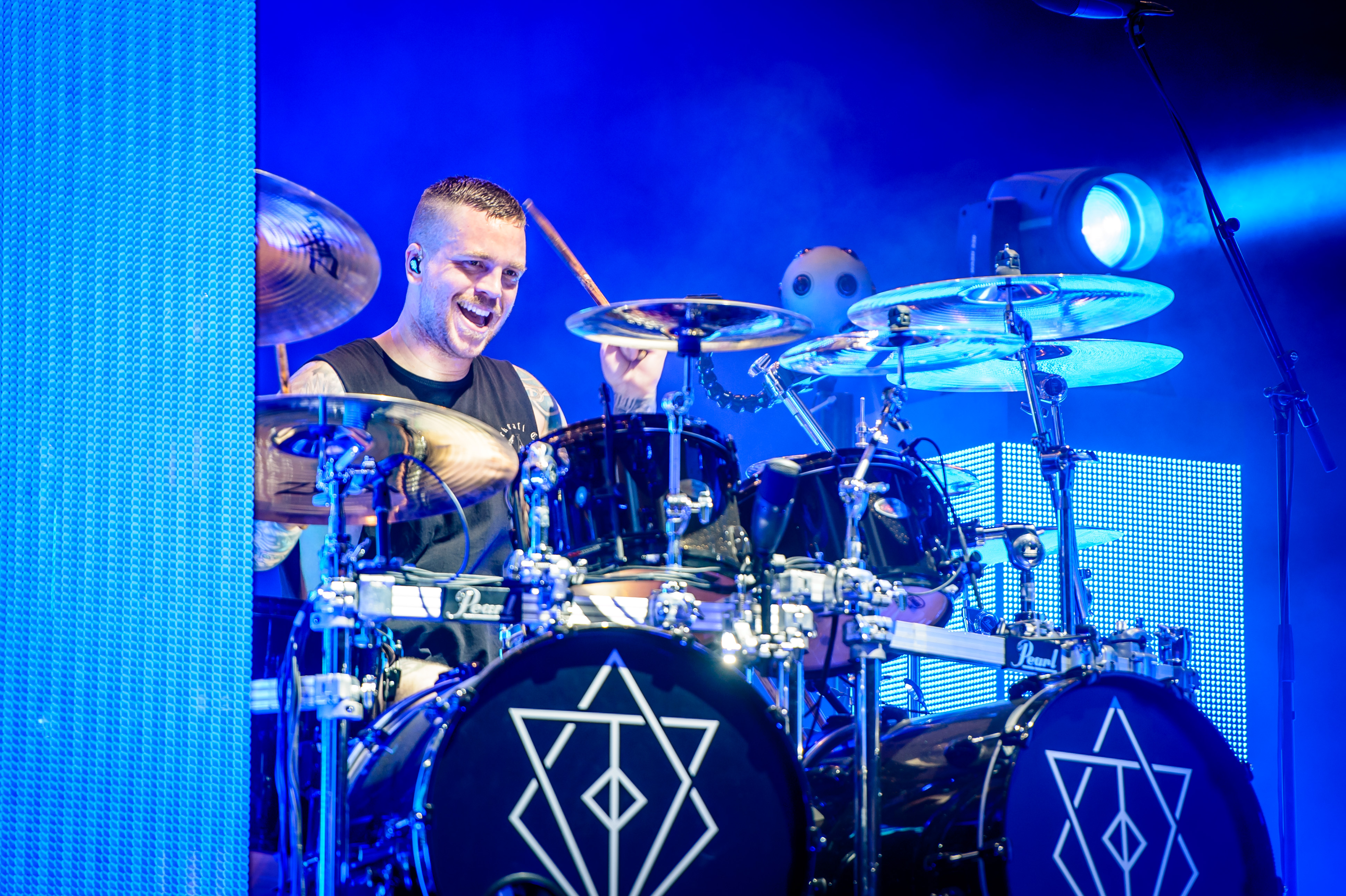
Tanner Wayne als Schlagzeuger von In Flames auf dem Wacken Open Air, 2018.

Andrew Tanner Wayne (* 18. Mai 1988 in San Diego, Kalifornien) ist ein US-amerikanischer Punk-, Rock- und Metal-Schlagzeuger.
Er ist in der Band Underminded aktiv und spielte zudem in Gruppen wie Chiodos, Scary Kids Scaring Kids und Underoath, wobei er bei den beiden letztgenannten Bands lediglich als Session-Musiker aushalf. Von Juli 2018 bis Mai 2025 ersetze Wayne bei In Flames den ehemaligen Schlagzeuger Joe Rickard.
Zwischen 2014 und 2016 war Wayne als Schlagzeugtechniker für die Deathcore-Band Suicide Silence aktiv.

## Diskografie

### Mit Underminded
- → Hauptartikel: Underminded

### Mit Chiodos
- 2010: Illuminaudio (Equal Vision Records)

### Mit In Flames
- 2019: I, the Mask (Eleven Seven Music, Nuclear Blast)
- 2023: Foregone (Nuclear Blast)